# Shambhala (berg- och dalbana)
Shambhala är en berg- och dalbana byggd i stål, placerad i nöjesparken PortAventura i Spanien. Attraktionen invigdes den 12 maj 2012.
Berg- och dalbanan är med sina 76 meter Europas högsta och dessutom en av Europas snabbaste med 134 km/h. 